# Max Hölzer
Max Hölzer est un poète autrichien né à Graz en 1915 et mort à Paris en 1984.
Éditeur et auteur de divers textes se référant au surréalisme, il est le créateur de plusieurs recueils poétiques d'inspiration plutôt surréaliste, comme Meditation in Kastilien (Ekter Press) en 1968 ou Mare Occidentis (G. Neske) en 1976.
Il a reçu le Prix Georg-Trakl en 1970.

## Sources
- Poésies autrichiennes (1900-1965), traductions de Maurice Boucher, Lieselott Delfiner, Catherine Kany, Pierre-I. Meyer et André Thérive, Bergland Verlag Wien, 1966 (ouvrage publié sous les auspices et avec l'aide du Conseil de l'Europe)